# Kirby Battle Royale
Kirby Battle Royale is een computerspel voor de Nintendo 3DS. Het spel werd uitgegeven door Nintendo en is ontwikkeld door dochteronderneming HAL Laboratory. Het spel is uitgegeven in Europa op 3 november 2017, in Japan op 30 november 2017, en in de VS verscheen het spel op 19 januari 2018.

## Spel
Het spel is een beat 'em up waarin protagonist Kirby het opneemt in een arena tegen allerlei vijanden. Het spel bevat een verhaallijn die als singleplayer kan worden gespeeld, daarnaast is er een coöperatieve modus waarin meerdere spelers kunnen meedoen.
Het spel bevat tien spelmodi plus een extra verhaalmodus. De onderlinge verschillen zitten in het voltooien van andere doelen of het verkrijgen van bepaalde voorwerpen waarmee men de spelronde kan winnen.
Kirby heeft verschillende aanvalsmogelijkheden en wapens, waaronder een zwaard, bom, kever, speer, hakker, vechter, ninja, zweep, parasol, hamer, dokter, tornado, ijs, spiegel en slaap. Kirby beschikt nog steeds over de kopieermogelijkheid, waarmee hij de vaardigheden kan overnemen van een vijand.

## Ontvangst
| Recensiescore       | Recensiescore |
| Recensieverzamelaar | Score         |
| ------------------- | ------------- |
| Metacritic          | 57%           |
| Publicist           | Score         |
| Destructoid         | 5,5           |
| Famitsu             | 30/40         |
| Nintendo Life       | 5             |

Het spel werd gemengd ontvangen in recensies. Men prees de aanwezige minigames en vond het een vermakelijk spel. Kritiek was er op de eenvoud van het partyspel en het ontbreken van voldoende inhoud.
Op aggregatiewebsite Metacritic heeft het spel een verzamelde score van 57%. Spelers gaven het spel een 7,1.